# Marek Svatoš
Marek Svatoš (né le 17 juin 1982 à Košice en Tchécoslovaquie et mort le 5 novembre 2016 à Denver dans l'État du Colorado aux États-Unis) est un joueur professionnel slovaque de hockey sur glace. Il évoluait au poste d'ailier droit.

## Biographie
Marek Svatoš est repêché par l'Avalanche du Colorado à la 227e position lors du repêchage d'entrée dans la LNH 2001. Auparavant, il évoluait dans son pays natal pour le HC Košice de l'Extraliga slovaque. Il fait ses débuts en professionnels en 1999 après trois saisons en junior. En 2000, il rejoint les rangs juniors alors qu'il évolue pour le Ice de Kootenay dans la Ligue de hockey de l'Ouest.
Marek Svatoš fait ses débuts dans la LNH au cours de la saison 2003-2004. Il est sélectionné par l'équipe nationale de la Slovaquie pour participer aux Jeux olympiques d'hiver 2006 à Turin (Italie). Le 9 mars 2006, Svatoš subit une fracture à l'épaule droite, ce qui le contraint à rater le reste de la saison 2005-2006. Au moment où il est blessé, il menait la LNH pour le plus grand nombre de buts gagnants, avec un total de neuf, égalant ainsi un record de ligue pour le plus de buts gagnants marqués par une recrue. Il termine la saison avec 32 buts en 61 matchs.
Marek Svatoš ne parvient pas à jouer une saison complète sans blessure et après avoir marqué seulement 7 buts en 54 parties lors de la saison 2009-2010, il quitte la LNH après avoir signé une entente avec l'Avangard Omsk dans la Ligue continentale de hockey (KHL). Le 23 décembre, après 19 matchs, son contrat avec l'Avangard est résilié à la suite d'un accord commun. Il retourne dans la LNH en signant le 28 décembre avec les Blues de Saint-Louis mais doit passer par le ballotage parce qu'il a commencé sa saison en Europe. Il est réclamé par les Predators de Nashville. Après 9 matchs, il est placé au ballotage le 24 février et est réclamé par les Sénateurs d'Ottawa avec lesquels il termine la saison. Il subit une commotion cérébrale vers la fin de la saison lors d'un match contre les Maple Leafs de Toronto puis manque la totalité de la saison 2011-2012, alors sans contrat.
Lors de la saison 2012-2013 écourtée par un lock-out, Marek Svatoš est invité en janvier 2013 par les Panthers de la Floride à leur camp d'entraînement mais est libéré avant le début de la saison. Il part jouer avec le HC Slovan Bratislava en KHL, puis la saison suivante avec le HC Košice, équipe avec laquelle il a commencé sa carrière.
Marek Svatoš meurt à Denver le 5 novembre 2016 à l'âge de 34 ans. Son autopsie révèle qu'il est mort des suites d'une surdose de médicaments.

## Statistiques

### En club
| Saison     | Équipe                 | Ligue          |     | Saison régulière | Saison régulière | Saison régulière | Saison régulière | Saison régulière |    | Séries éliminatoires | Séries éliminatoires | Séries éliminatoires | Séries éliminatoires | Séries éliminatoires |
| Saison     | Équipe                 | Ligue          | PJ  | B                | A                | Pts              | Pun              | PJ               | B  | A                    | Pts                  | Pun                  |                      |                      |
| 1999-2000  | HC Košice              | Extraliga slo. | 19  | 2                | 2                | 4                | 0                | -                | -  | -                    | -                    | -                    |                      |                      |
| 2000-2001  | Ice de Kootenay        | LHOu           | 39  | 23               | 18               | 41               | 47               | 11               | 7  | 2                    | 9                    | 26                   |                      |                      |
| 2001-2002  | Ice de Kootenay        | LHOu           | 53  | 38               | 39               | 77               | 58               | 21               | 12 | 6                    | 18                   | 40                   |                      |                      |
| 2002-2003  | Bears de Hershey       | LAH            | 30  | 9                | 4                | 13               | 10               | -                | -  | -                    | -                    | -                    |                      |                      |
| 2003-2004  | Avalanche du Colorado  | LNH            | 4   | 2                | 0                | 2                | 0                | 11               | 1  | 5                    | 6                    | 2                    |                      |                      |
| 2004-2005  | Bears de Hershey       | LAH            | 72  | 18               | 28               | 46               | 69               | -                | -  | -                    | -                    | -                    |                      |                      |
| 2005-2006  | Avalanche du Colorado  | LNH            | 61  | 32               | 18               | 50               | 60               | -                | -  | -                    | -                    | -                    |                      |                      |
| 2006-2007  | Avalanche du Colorado  | LNH            | 66  | 15               | 15               | 30               | 46               | -                | -  | -                    | -                    | -                    |                      |                      |
| 2007-2008  | Avalanche du Colorado  | LNH            | 62  | 26               | 11               | 37               | 32               | -                | -  | -                    | -                    | -                    |                      |                      |
| 2008-2009  | Avalanche du Colorado  | LNH            | 69  | 14               | 20               | 34               | 34               | -                | -  | -                    | -                    | -                    |                      |                      |
| 2009-2010  | Avalanche du Colorado  | LNH            | 54  | 7                | 4                | 11               | 35               | 3                | 1  | 0                    | 1                    | 2                    |                      |                      |
| 2010-2011  | Avangard Omsk          | KHL            | 19  | 3                | 5                | 8                | 14               | -                | -  | -                    | -                    | -                    |                      |                      |
| 2010-2011  | Predators de Nashville | LNH            | 9   | 1                | 2                | 3                | 2                | -                | -  | -                    | -                    | -                    |                      |                      |
| 2010-2011  | Sénateurs d'Ottawa     | LNH            | 19  | 3                | 2                | 5                | 8                | -                | -  | -                    | -                    | -                    |                      |                      |
| 2012-2013  | HC Slovan Bratislava   | KHL            | 6   | 1                | 0                | 1                | 4                | 2                | 0  | 0                    | 0                    | 2                    |                      |                      |
| 2013-2014  | HC Košice              | Extraliga slo. | 26  | 6                | 13               | 19               | 10               | 10               | 1  | 3                    | 4                    | 4                    |                      |                      |
| Totaux LNH | Totaux LNH             | Totaux LNH     | 344 | 100              | 72               | 172              | 217              | 14               | 2  | 5                    | 7                    | 4                    |                      |                      |

### En équipe nationale
| Année | Compétition                  |   | PJ | B | A | Pts | Pun       |  | Résultat |
| 2000  | Championnat du monde -18 ans | 6 | 2  | 0 | 2 | 0   | 5e place  |  |          |
| 2002  | Championnat du monde junior  | 7 | 7  | 1 | 8 | 6   | 8e place  |  |          |
| 2006  | Jeux olympiques              | 6 | 0  | 0 | 0 | 0   | 5e place  |  |          |
| 2010  | Championnat du monde         | 6 | 1  | 1 | 2 | 6   | 12e place |  |          |

## Trophées et honneurs personnels
- 2001-2002 :
  - nommé dans l'équipe-type du championnat du monde junior ;
  - nommé dans la deuxième équipe d'étoiles de l'association de l'Ouest de la LHOu ;
  - champion de la Coupe du Président avec le Ice de Kootenay ;
  - champion de la Coupe Memorial avec le Ice de Kootenay.
- 2013-2014 : champion de Slovaquie avec le HC Košice.